# Bisdom Paramaribo

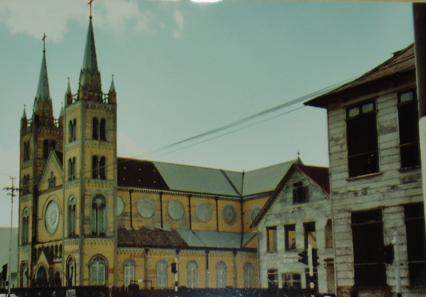
De Sint Petrus en Paulus kathedraal te Paramaribo. (Foto uit zomer 2002, toen het gebouw werd hersteld.)

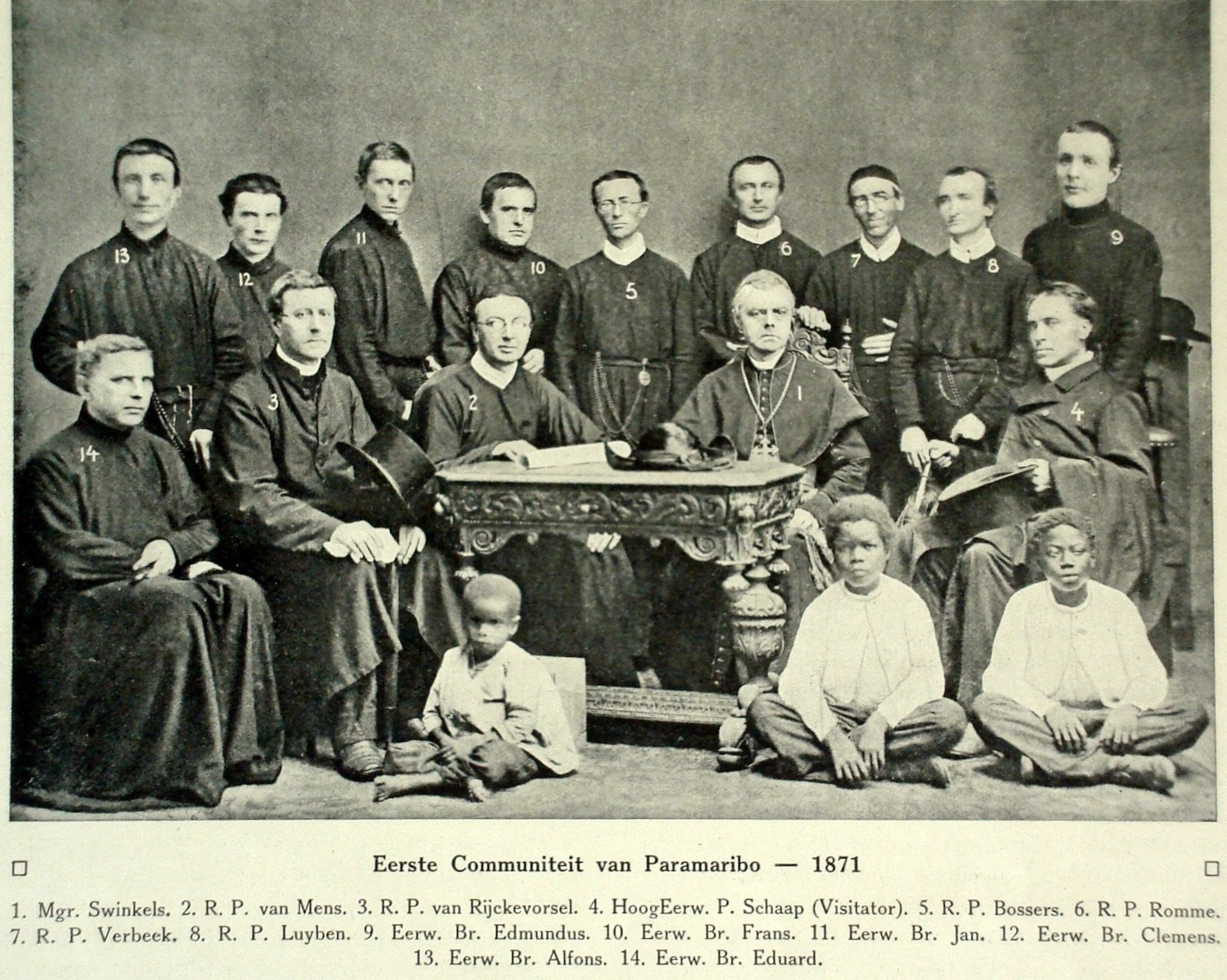
Eerste communiteit van Paramaribo, onder leiding van Mgr. Swinkels, 1871

Het Bisdom Paramaribo (Latijn: Dioecesis Paramariboënsis) is het enige rooms-katholieke bisdom in Suriname met als kathedraal de Sint Petrus en Paulus Kathedraal in Paramaribo. Het bisdom Paramaribo behoort, net als het bisdom Willemstad te Curaçao, tot de kerkprovincie van het aartsbisdom Port of Spain dat gevestigd is in de hoofdstad van Trinidad en Tobago.

## Korte geschiedenis
In 1817 kreeg het huidige bisdom de status van apostolische prefectuur en in 1852 werd het een apostolisch vicariaat, met Jacobus Grooff als eerste apostolisch vicaris. In 1865 wees Paus Pius IX de Surinaamse missie toe aan de Nederlandse tak van de redemptoristen en vanaf dan zijn alle vicarissen afkomstig van deze congregatie. De bekendste redemptorist die als missionaris werkzaam was in Suriname is Petrus Donders die werkte op de melaatsenkolonie Batavia. In 1958 werd het apostolisch vicariaat verheven tot volwaardig bisdom, met als eerste bisschop Stephanus Kuijpers. Suriname is vanaf dan officieel missiegebied af en de St-Petrus-en-Paulus-kerk werd kathedraal. 
Volgens eigen opgave van dit bisdom zijn er ongeveer 97.000 katholieken in Suriname, wat neerkomt op circa 23% van de bevolking. Het bisdom is verdeeld over 30 parochies en 116 missiestaties. In het pastoraat zijn er 18 priesters. Bij de volkstelling van 2012 woonden er 117.261 katholieken in Suriname.

## Bisschoppen
- Lijst van bisschoppen van Paramaribo